# Silvério José Nery
Silvério José Nery (* Coari, 27 de outubro de 1858 — † Manaus, 25 de junho de 1934) foi um engenheiro, militar, jornalista e político brasileiro. Foi deputado provincial de 1882 a 1886, vereador municipal de Manaus de 1886 a 1888, deputado estadual de 1893 a 1896, deputado federal de 1897 a 1899, senador federal em 1900 e de 1904 a 1930, governador do estado do Amazonas de 1900 a 1903.
Dentre as obras em sua gestão estão a urbanização da cidade de Manaus, a construção do Porto de Manaus, do prédio da Alfândega, notável campanha abolicionista, em 1884, propagandista pela República. Influenciou decisivamente na assinatura do Tratado de Petrópolis na chamada questão do Acre no auxílio a Plácido de Castro e a Barão do Rio Branco, na integraçao do territorio brasileiro.
Em honra a sua memória, a rua Doutor Silvério José Nery no bairro de Tarumã em Manaus, foi batizada com seu nome, além de outros logradouros no país, com variações do sobrenome como "Néri". Escola Municipal Silvério Nery e Auditório Silvério José Nery, em Coari, sua cidade natal, levam o seu nome, sua residência no centro de Manaus, popularmente conhecida como Palacete Nery foi revitalizado. 

## Vida pessoal
Silvério José Nery nasceu em Coari, Amazonas (Freguesia de Coary) no dia 8 de outubro de 1858, filho de  ítalo-brasileiros Silvério Nery (Major do Exército) e de Maria Antony Nery. Foi o primogênito de oito irmãos, dentre os quais estão: Antônio Constantino Nery (foi senador de 1901 a 1904 e depois o sucedeu como governador do Amazonas), Raimundo Constantino Nery (deputado federal de 1903 a 1905), Márcio Nery (médico e cientista que, como psiquiatra, dirigiu o Hospício de Alienados e deixou diversos estudos e ensaios), Barão de Sant'Ana Nery (jornalista e escritor que deixou livros de valores incontestes, dentre eles "Les pays des Amazones", traduzido em diversas línguas, também escreveu durante 20 anos de Paris para o Jornal do Commercio.
Em sua educação, concluiu o ensino secundário no Seminário Diocesano de Manaus, e verificou praça no Exército em 1873. Depois cursou a Academia Militar da Praia Vermelha, no Rio de Janeiro, onde concluiu o curso das três armas, saindo alferes de artilharia, agrimensor. Casou-se com Maria Maquiné da Silva, com quem teve seis filhos. Faleceu em Manaus no dia 23 de junho de 1934. Em honra a sua memória, a rua Doutor Silvério José Nery no bairro de Tarumã em Manaus, foi batizada com seu nome, além de outros logradouros no país, (embora nomeados erroneamente com o sobrenome "Néri"). A Escola Municipal Silvério Nery e Auditório Silvério José Nery, em Coari, sua cidade natal, levam o seu nome, sua residência popularmente conhecida como Palacete Nery foi revitalizado no centro de Manaus.

## Trajetória política
Nery, era muito educado, da velha escola inglesa, muito bem relacionado, com um vasto circulo de amizades na alta política do país, notório palestrador, sabendo contar anedotas e citando autores. Já em Manaus, atuou como ajudante de ordens do presidente da província, logo depois filiou-se ao Partido Liberal e aposentou-se do exército.
Nery foi eleito deputado provincial em 1882 e reeleito em 1886, exercendo o cargo até 1889. Vereador municipal de Manaus de 1886 a 1888 no período imperial. A República foi declarada em 15 de novembro de 1889. Foi eleito deputado estadual em 1893, exercendo o cargo até 1896. Foi eleito deputado federal de 1897 a 1899. Foi eleito para o Senado Federal em 1900, mas deixou o cargo ao ser eleito governador do Amazonas no mesmo ano.
Em seu governo foi responsável pela construção do Porto de Manaus, do prédio da Alfândega e muitas das outras obras de urbanização da cidade de Manaus. Enquanto deputado provincial fez notável campanha abolicionista na imprensa e na tribuna, em 1884, além de um combatente propagandista pela República. Exerceu um papel marcante na assinatura do Tratado de Petrópolis na chamada questão do Acre. A sua ação foi decisiva no auxílio a Plácido de Castro e ao Barão do Rio Branco, na integração do território brasileiro.
"Mais administração e menos política!" - Discurso inaugural do Governador Silvério J. Nery, frase que correu todo o país.

## Governador do Amazonas

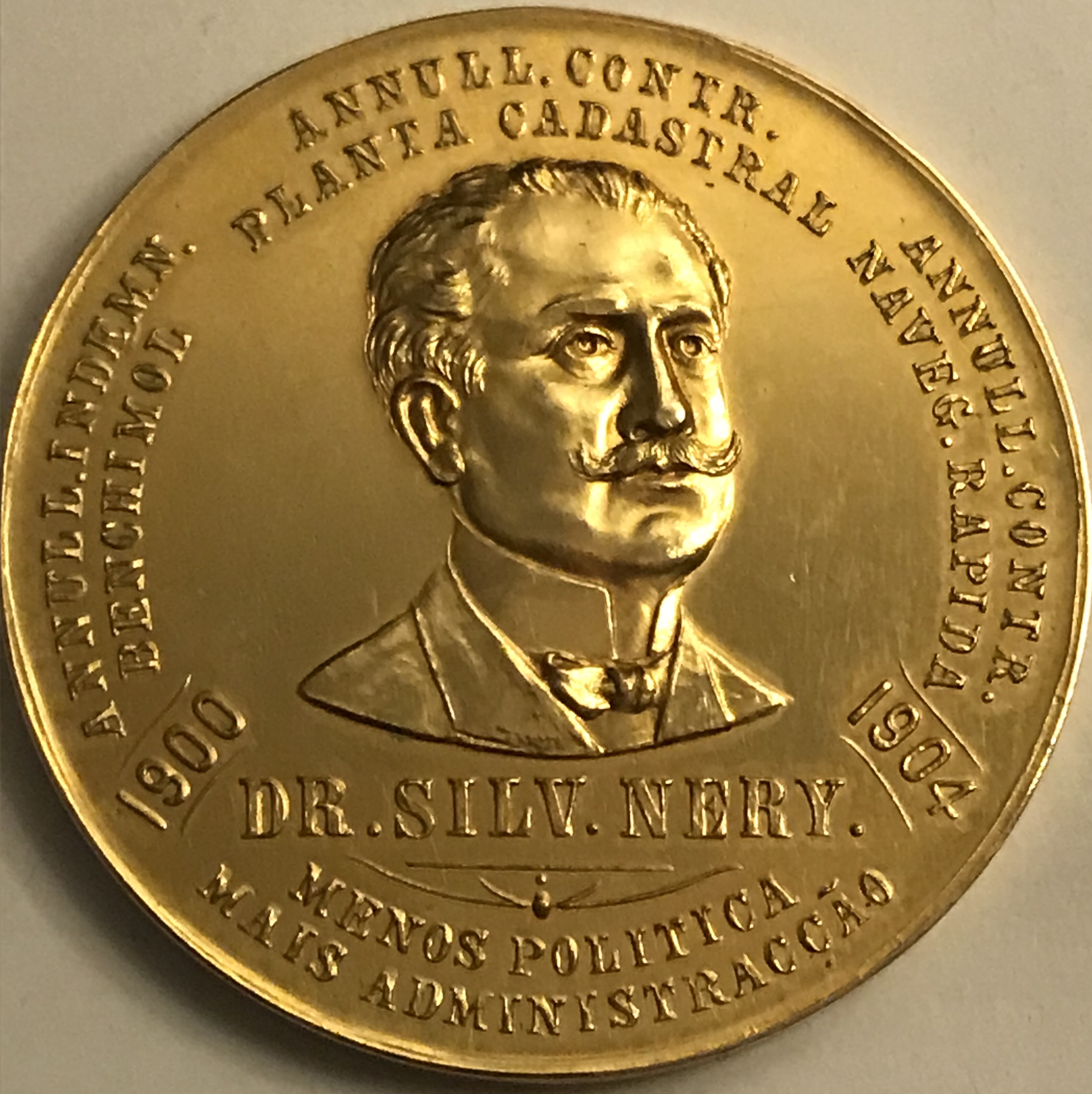
Medalha comemorativa do governo de Silvério Nery com o lema "Menos Politica, mais Administração"

Silvério José Nery tomou posse em 23 de julho de 1900. Ele pretendia centralizar a administração pública e, portanto, aboliu os quatro departamentos em que o estado havia sido dividido. Para fortalecer a Secretaria-Geral do estado, nomeou como secretário-geral o coronel reformado Antônio Clemente Ribeiro Bittencourt. Ele tentou consolidar a dívida do estado emitindo títulos ao portador de 7% resgatáveis em dez anos. Sob pressão, o governo foi forçado a reduzir a alíquota para 5% e estender o prazo para 30 anos.
Na época o Acre pertencia à Bolívia, mas era ocupado principalmente por seringueiros brasileiros. Em julho de 1899, os brasileiros no Acre declararam a República Independente do Acre. Este foi rapidamente dissolvido por tropas enviadas pelo governo brasileiro. A Bolívia enviou uma pequena missão militar para ocupar o Acre. Nery despachou uma expedição ao Acre comandada pelo jornalista Orlando Correia Lopes. Ficou conhecida como "Expedição dos Poetas" devido à intelectualidade de seus integrantes, que declarou a segunda República Independente do Acre em novembro de 1900. A república foi derrubada pelas tropas bolivianas. O presidente boliviano José Manuel Pando obteve a aprovação de seu Congresso em 21 de dezembro de 1901 para um plano segundo o qual um "sindicato boliviano" anglo-americano obteria um arrendamento de longo prazo para a extração de borracha no Acre. Plácido de Castro assumiu o comando de um levante armado que acabou assumindo o controle do Acre em 24 de janeiro de 1903. O Tratado de Petrópolis foi assinado em 17 de novembro de 1903, redefinindo a fronteira entre a Bolívia e o Brasil e criando o território do Acre, separado do Amazonas.
Nery forçou o processamento da borracha no Amazonas, em vez de enviar a borracha bruta rio abaixo para o Pará para ser processada para exportação. Até então, toda a produção de goma elástica e a de castanha da Amazônia, era cognominada do Pará. Fez-se justo que a borracha do Amazonas, assim como a castanha não fossem exportada como do Pará. Então a lei estabeleceu uma outra situação de reivindicação para o Amazonas. Em junho de 1903 inaugurou o Porto de Manaus operado pela Manaus Harbor Company Limited. Ele também financiou novas linhas de navegação que atendem a vários portos do interior. Um dos últimos atos de Nery foi inaugurar um novo prédio para a Escola Públio Bittencourt. Deixou o governo em 2 de dezembro de 1903. Como, segundo a Constituição do estado, o processo de sucessão no governo estadual não poderia se dar entre parentes próximos, e como seu irmão Antônio Constantino Nery pretendia se apresentar à eleição estadual de 1904, precisou renunciar ao cargo com a antecedência necessária para que este pudesse assumir o governo. Até o fim de seu mandato, marcado para 23 de julho de 1904, esteve à frente do estado o vice-governador, monsenhor Francisco Benedito da Fonseca Coutinho, que ao final do período transmitiu o governo a Antônio Constantino Nery. Em 1904 retornou ao Senado Federal, para o qual renovou o mandato em eleições consecutivas até 1930.